# ورگینه هایراپتیان

ورگینه هایراپتیان (ارمنی: Վերգինե Հովհաննեսի Հայրապետյան؛  زادهٔ ۲ دسامبر ۱۹۱۰ - درگذشته تاریخ نامعلوم) نقاش و آموزگار اهل ارمنستان بود.

## زندگی‌نامه
وی در ۲ دسامبر ۱۹۱۰ در آخالکالاک به دنیا آمد و از آکادمی امپریال هنر فارغ‌التحصیل گشت.  همچنین برندهٔ جوایزی همچون آموزگار شایسته ارمنستان شوروی شده است. سال درگذشت نامعلوم است